# Ebba Sparre
Ebba Larsdotter Sparre af Rossvik, född 1626 i Stockholm, död 19 mars 1662, var en svensk hovdam och gunstling. Hon var hovfröken 1645–1652. Hon kallades "la belle comtesse" (den vackra grevinnan) och är känd som drottning Kristinas gunstling. Den 11 januari 1653 ingick hon äktenskap med greve Jacob Kasimir De la Gardie.

## Biografi
Ebba Sparre var dotter till riksrådet och lantmarskalken Lars Eriksson Sparre och Märta Banér och sondotter till rikskanslern Erik Larsson Sparre som avrättades av Karl IX. Syster till Erik, Svante, Gustaf, Carl och Per Sparre. 
Sparre kom till hovet i början av 1645. Troligen en kort tid efter faderns död 1644. Sparre var då föräldralös. Hon fick tjänsten som hovfröken hos drottning Kristina.

### Kristinas gunstling
Sparre är av historikerna att betrakta som drottning Kristinas närmsta förtrogna väninna under tiden i Sverige. Deras vänskap bestod även sedan Kristina abdikerat och lämnat landet. Det är känt att hon ofta spelade Venus i hovets magnifika baletter. Ebba Sparre var en firad skönhet vid drottning Kristinas hov och kallades La belle comtesse ("den vackra grevinnan").
I breven mellan drottning Kristina och Ebba Sparre kallades hon vanligen Belle. Hennes skönhet var även känd utomlands och noterades av flera utländska sändebud vid hovet. Att drottningen beundrade Ebba Sparre är enligt Stolpe "väl bestyrkt", däribland av den engelske ambassadören i Stockholm Bulstrode Whitelocke. Whitelocke som skrivit ned många minnen om sin tid i Sverige beskriver en episod där det framgår att hon var Kristinas "bedfellow". Hennes nära relation med drottningen har gett upphov till spekulationer om att de hade en kärleksrelation. Deras vänskap bestod hela livet även efter det blivit känt i Sverige att drottning Kristina hade övergått till katolicismen.
Av brev hem till Sverige framgår det med tydlighet att Ebba Sparre verkar vara den enda som drottning Kristina saknade i sitt nya land. Kristina försökte även få Ebba Sparre att resa över till henne. Ebba Sparre erbjöds att möta Kristina i Hamburg 1661, något som dock förhindrades av hennes släktingar. Troligen förhindrades det av Magnus Gabriel De la Gardie själv, som var bror till Ebba Sparres avlidne man. Ytterligare en förklaring till den uteblivna resan var hennes hälsotillstånd. Hon dog ett år senare. Även vid Kristinas korta återbesök i Sverige 1661 då i samband med Karl X Gustavs begravning nekades Ebba Sparre att möta den abdikerade drottningen.
Kristina som under fyra månaders tid vistades i Norrköping, hade uttryckligen vid sitt återbesök begärt ett möte med Sparre. Stolpe skriver i sin Kristinabiografi att drottningens brev till Sparre är att betrakta som "veritabla kärleksbrev" trots att brevens utformning bär den tidens litterära prägel:
"Vad jag skulle vara lycklig, om det vore mig tillåtet att råka er, Belle, men jag är dömd att för evigt älska och dyrka er utan att någonsin få råka er; den avundsjuka som stjärnorna känner mot mänsklig lycka hindrar mig att bli helt lycklig, eftersom jag icke kan vara detta, så länge jag är er fjärran."

### Äktenskap
Sparre var först förlovad med Bengt Gabrielsson Oxenstierna. Sannolikt bröts förlovningen på initiativ av drottningen som till en början hellre ville gynna gunstlingen Magnus Gabriel De la Gardies släkt. Sparre kan ha varit en viktig länk för drottningen när det gäller att få information om familjen De la Gardie, särskilt efter att Magnus Gabriel fallit i onåd hos drottningen och förvisats från hovet. Som ett led i detta gifte sig Sparre med dennes bror Jakob Kasimir De la Gardie på slottet Tre Kronor i Stockholm år 1652. Vid bröllopet var alla gäster utklädda till antikens gudar och gudinnor samt till enkelt herdefolk. Ulfeld var Jupiter, Piementelli var Mars och polska kanslern var Bacchus; drottningen och hovfolket visade sig i herdedräkter.
Äktenskapet var olyckligt och deras tre barn dog i späd ålder. En anledning till att äktenskapet inte var lyckligt kan ha varit att Sparre misstroddes av makens släktingar. Sparre ansågs intrigera mot den av drottningen förskjutna gunstlingen Magnus Gabriel De la Gardie och av brödernas mor, Ebba Brahe. Jakob Kasimir De la Gardie dog under Köpenhamns belägring 1658 och Sparre själv fyra år senare:
"Den 19 hujus om natten blev den sköna grevinnan Ebba Sparre död, sedan hon en lång tid har varit mycket svag. Hon har begråtits och beklagats av alla människor."